# Le Gourmet
Ne doit pas être confondu avec Le Gastronome.

Le Gourmet était un journal hebdomadaire axé sur la gastronomie qui paraissait tous les dimanches fondé par son rédacteur en chef, Charles Monselet, le 21 février 1858. Le 24e et dernier numéro parait le 1er août 1858.

## Description

### Format
Charles Monselet parlait du Gourmet comme un « journal des intérêts gastronomiques ». Le journal se voulait surtout être un conseiller en gastronomie, proposant des recettes avec le prix et la quantité d'ingrédients nécessaires à chaque préparation. À travers ses nombreuses publications, une véritable mosaïque de menus variés est proposée aux lecteurs.

### Conseils cuisine
Au-delà de proposer des recettes, Le Gourmet donne également des conseils nutritifs, conseillant de manger certains plats et d'en délaisser d'autres. Sur ce point, il se rapproche d'un magazine santé. Dans la deuxième moitié du XXe siècle, la majorité des recettes en France sont franco-françaises. Pour contrer cette monotonie culinaire, de nouvelles recettes sont importées, et d'anciens plats "perdus" sont remis au goût du jour.
Le Gourmet a pour objectif principal de sensibiliser les lecteurs au fait qu'ils puissent faire des plats qu'ils n'auraient pris qu'au restaurant. À ce titre, ils incitent les cuisiniers en herbe à se rendre le moins possible au restaurant, voire à conseiller les cuisiniers des restaurants :
« On entrera désormais avec certitude chez Verdier ou chez Véry en sachant d'avance ce qu'on doit y demander, et il suffira aux maîtres de maison d'envoyer au marché leur cuisinière avec le dernier numéro de notre journal à la main. », premier numéro du Gourmet, 21 février 1858.

### Rapport aux abonnés
Les abonnés étaient cités avec leur poids dans le journal. Parmi d'illustres abonnés, on trouvait Louis Ulbach (110 kg), Émile Solié (100 kg), Hippolyte de Villemessant (100 kg), Albéric Second (100 kg), Gustave Bourdin (94,3 kg), Eugène Woestyn (102 kg), Émile de La Bédollière  (85 kg), Amédée Rolland (100 kg), Roger de Beauvoir (90 kg), Guichardet (100 kg), Armand Barthet, Guillaume Joseph Gabriel de La Landelle, Charles Asselineau, Henry Murger, Adolphe de Balathier-Bragelonne, Angelo de Sorr, Alfred Busquet, Henry de La Madelène, etc.